# Disney Store
Disney Store è una catena internazionale di negozi specializzati nella vendita di vari prodotti a marchio Disney quali giocattoli, abbigliamento e costumi, alcuni dei quali creati in esclusiva per la catena stessa.
I Disney Store sono normalmente situati in centri ed aree commerciali negli Stati Uniti, Canada, alcuni paesi europei, in Giappone e in Cina. Nei Disney Store in Nord America i clienti possono acquistare i biglietti d'ingresso per Disneyland Resort e Walt Disney World Resort. In Europa possono acquistare i biglietti per Disneyland Paris. In Giappone si possono acquistare i biglietti per Tokyo Disney Resort mentre in Cina quelli per Hong Kong Disneyland Resort e Shanghai Disney Resort.

## Storia

### Primi store e problemi gestionali

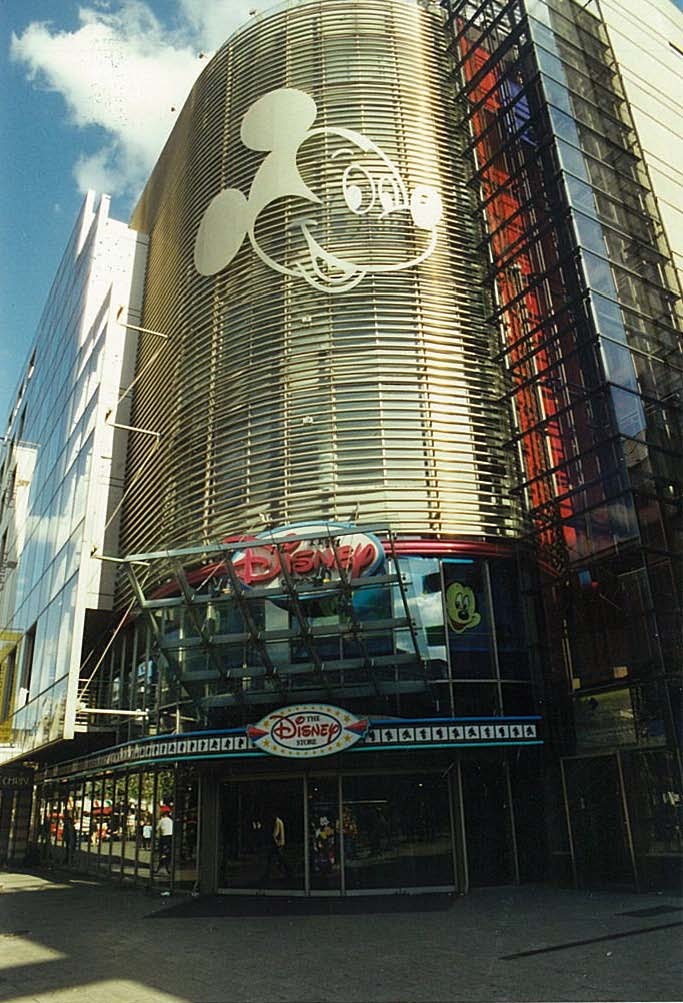
Un Disney Store (chiuso alla fine del 1999) a Francoforte sul Meno, Germania.

Il primo Disney Store aprì a Glendale, in California, nel 1987. Inizialmente un successo tra gli acquirenti, la catena a un certo punto si espanse a 600 punti vendita, ma l'operazione di vendita al dettaglio fu inizialmente difficile da sostenere; mentre le vendite nei negozi erano elevate, i costi per mantenerli superavano il fatturato. Così, dopo più di un decennio di alti e bassi, e dopo aver visto un rapido declino del fatturato della sua catena, la Disney iniziò a svendere e concedere in licenza i Disney Store americani e giapponesi. I negozi giapponesi furono venduti nel 2002, mentre quelli nord americani furono ceduti nel novembre del 2004. Negli Stati Uniti ed in Canada i negozi furono quindi, per alcuni anni, controllati e gestiti dalla Hoop Retail Stores, una divisione della società The Children's Place, LLC. I Disney Store giapponesi, invece, furono controllati e gestiti fin dall'inizio dalla Oriental Land Company, la stessa società che controlla e gestisce Tokyo Disneyland e Tokyo DisneySea, che gestisce i Disney Store sulla base di un accordo commerciale che prevede una licenza esclusiva data dalla Walt Disney Company. I negozi europei sono da sempre sotto il controllo della Disney.

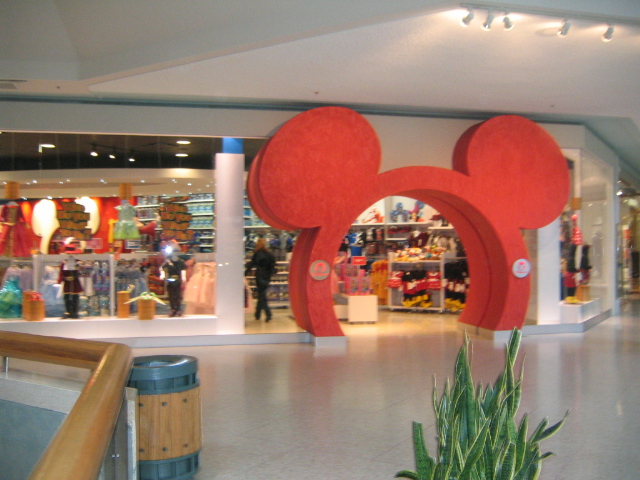
Il Disney Store di Scarborough, Ontario, Canada, dopo il rinnovo del 2005.

Il cambio di operazione produsse un profitto per la compagnia, ma i costi continuarono a salire mentre l'esperienza e la qualità di visitare un Disney Store ne risentirono poiché Disney non poteva intervenire direttamente a causa degli accordi di licenza. I Disney Store alla fine soccombero alla lotta per la gestione dei negozi e così molti di loro decisero di dichiarare bancarotta o di rivendere i propri negozi alla Disney a partire dal 2008.

### La rinascita
Steve Jobs, il defunto CEO di Apple, e primo dirigente della Pixar, diventò un azionista Disney con un immenso potere quando la Disney acquistò il controllo totale della Pixar nel 2006 ed entrando così nel consiglio di amministrazione. Il CEO della Disney, Bob Iger, riconobbe l'abilità di Jobs per la creazione di un'attività di vendita al dettaglio efficace quando questi aveva aperto gli Apple Store nel 2001. Jobs voleva che i nuovi Disney Store (che voleva rinominare in "Imagination Parks") fossero molto simili agli Apple Store dove i clienti potevano provare, toccare e sperimentare.

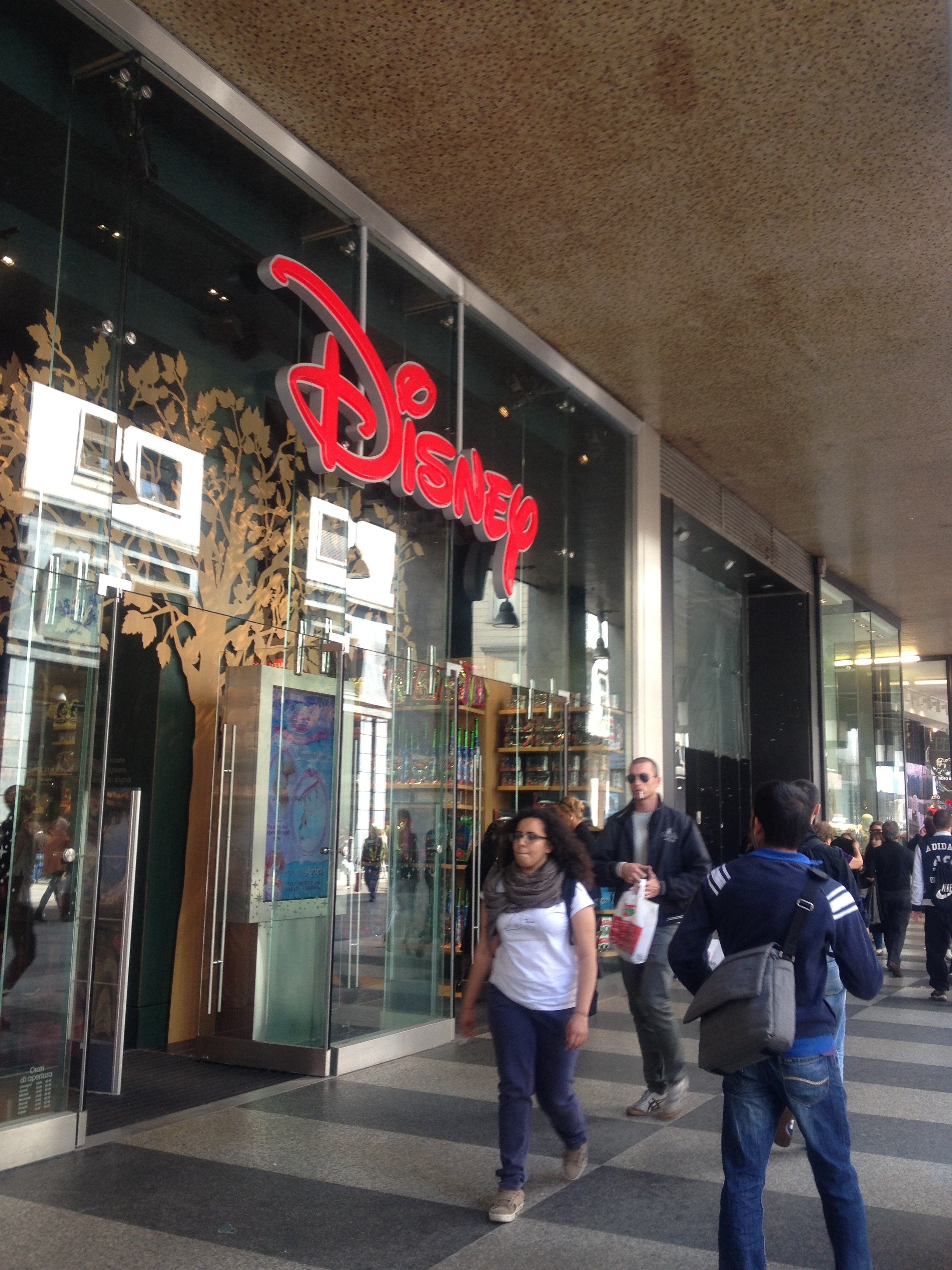
Il Disney Store situato a Milano, Italia, la cui chiusura è stata annunciata nel 2021.

I nuovi negozi vennero pertanto riprogettati con una nuova qualità che, prima di allora, era possibile vedere solo nei parchi a tema Disney, con un castello al centro di ognuno e dove ogni angolo del negozio era uno spazio dedicato ai prodotti di un certo film o personaggio. Inoltre, la Disney incorporò una manciata di elementi interattivi come i mini-teatri che riproducevano spezzoni dei film Disney e i loro trailer. I nuovi store ebbero subito un grande successo e, nel giro di pochi anni, ne vennero inaugurati diversi in tutto il mondo, ognuno inaugurato con grandi cerimonie di inaugurazione che attrassero VIP, fan Disney e curiosi; nel 2011 aprì un grande Disney Store a Times Square a New York mentre, nel 2015, stesso anno di apertura di Shanghai Disneyland, aprì il primo Disney Store nella Cina continentale.

### Crisi e chiusura parziale
A partire dal dicembre 2019, a causa del diffondersi della pandemia di Covid-19, la Disney si è trovata costretta a chiudere quasi tutti i suoi store in giro per il mondo per quasi un anno e mezzo, con ingenti perdite e relativi licenziamenti di molti dei dipendenti. A causa di ciò, a partire dal marzo 2021, la compagnia annuncia la chiusura definitiva di quasi tutti i Disney Store nel mondo (tranne alcuni in Asia e nei parchi di divertimento Disney) dichiarando che, da questo momento in poi, si concentrerà solo sull'e-commerce sui suoi shop online come shopDisney.